# Isabel Clara Eugènia

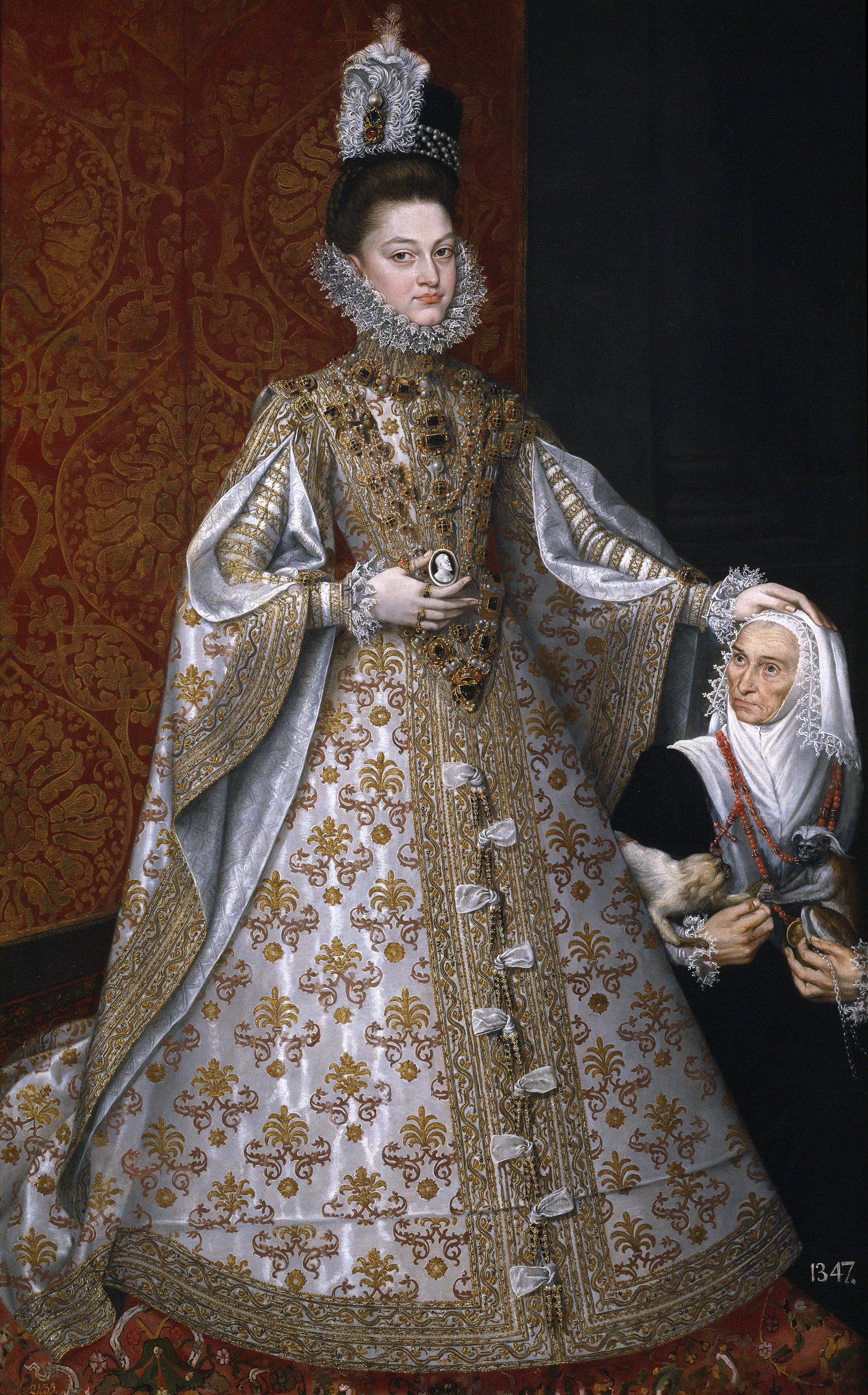
La Infanta Isabel Clara Eugènia, de Federico de Llano (1584), Museu del Prado, Madrid

Isabel Clara Eugènia (Segòvia, 12 d'agost de 1566 - Brussel·les, Països Baixos espanyols, 1 de desembre de 1633) fou una infanta de Castella, princesa d'Aragó i arxiduquessa d'Àustria. Esdevingué per voluntat del seu pare Governadora dels Països Baixos des de 1598 fins al 1633. A més a més, el seu pare li cedí de forma vitalícia els títols de duquessa de Brabant, Limburg i Luxemburg i comtessa de Flandes, Artois i Borgonya, aquests títols els ostentà durant el període 1598-1621.

## Família

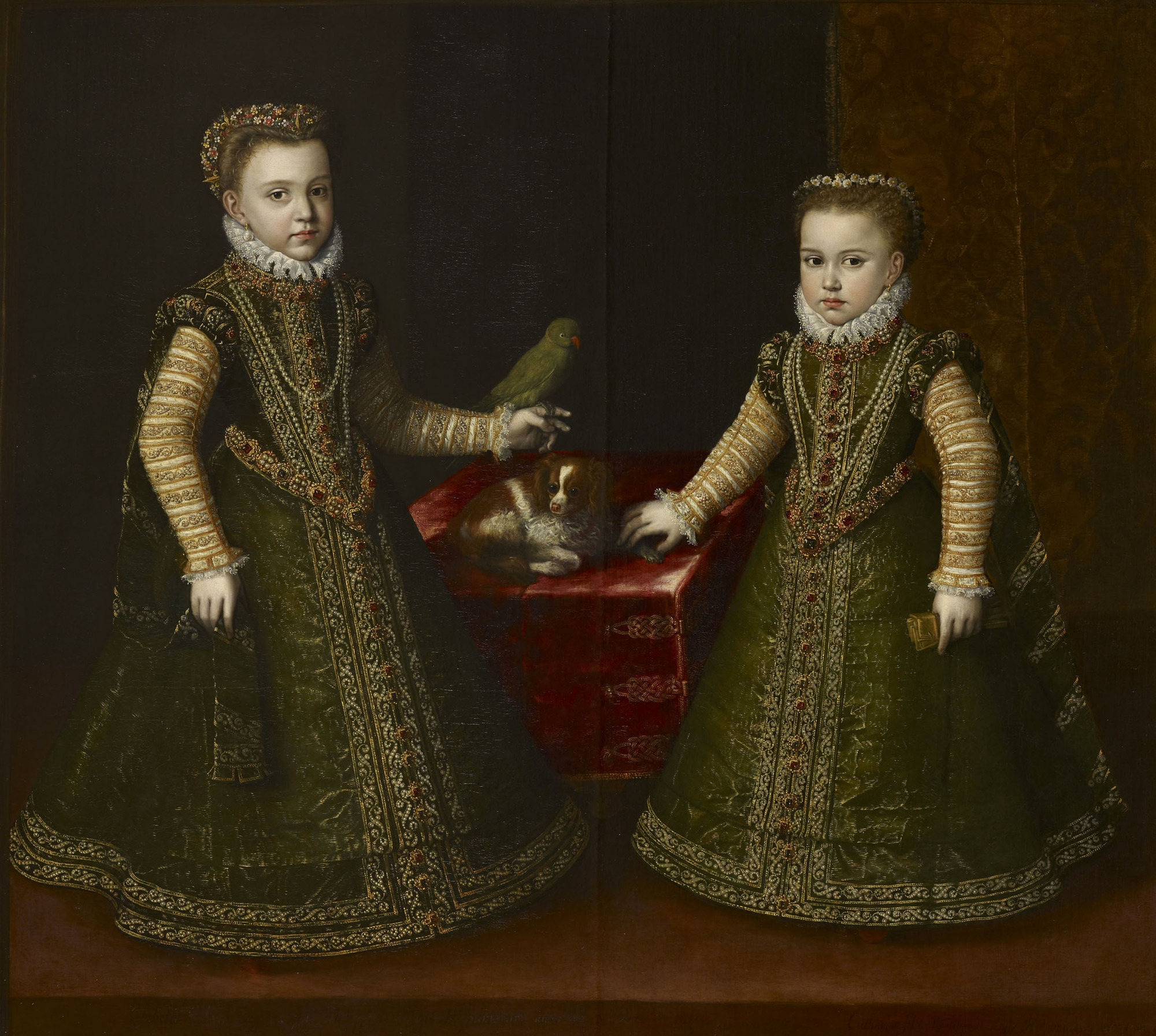
Isabel Clara Eugènia (a l'esquerra) i la seva germana Caterina Miquela, de Sofonisba Anguissola.

Fou la primera filla del rei Felip II de Castella i la princesa Isabel de Valois. Era neta per línia paterna de l'emperador Carles I de Castella i Isabel de Portugal, i per línia materna del rei Enric II de França i Caterina de Mèdici. Fou germana gran, per línia paterna, del futur rei Felip III de Castella.
El seu naixement fou de gran joia pel rei castellà, expressant arreu de la Cort que aquesta era la filla més desitjada de tots els seus descendents i fou l'única que tingué el permís d'ajudar-lo en el seu treball, revisant documents i traduint de la llengua italiana a la llengua castellana documents per al seu pare.
Fou promesa, a l'edat de dos anys, amb el seu cosí i emperador Rodolf II, emperador romanogermànic, esperant la infanta castellana més de vint anys perquè aquest finalment no es decidís a casar-se amb ella.
Finalment es va casar a València el 18 d'abril de 1599 amb el germà petit de l'anterior, el seu cosí l'arxiduc Albert VII d'Àustria, fill de l'emperador Maximilià II, emperador romanogermànic i la infanta Maria d'Espanya. D'aquesta unió nasqueren tres fills:
- l'arxiduc Felip d'Àustria (1605)
- l'arxiduc Albert d'Àustria (1607)
- l'arxiduquessa Anna Maurícia d'Àustria (morta jove)

## Successió a França
El 2 d'agost de 1598 morí assassinat el rei Enric III de França. Llavors Felip II realitzà tot un seguit de gestions polítiques, reclamant la corona de França per a la seva filla Isabel Clara Eugènia com a neboda del rei mort. Aquests drets successoris també foren reclamats per Enric III de Navarra, renebot del rei Francesc I de França.
La vigència de la Llei Sàlica a França, la renúncia d'Isabel de Valois, germana del rei mort, en el moment del seu casament amb el rei castellà, i les gestions de Felip II, un rei estranger, provocaren l'efecte contrari d'unir els catòlics i els hugonots francesos sota un sobirà estranger, per la qual cosa Enric III de Navarra, francès d'origen, fou designat rei de França amb el nom d'Enric IV de França.

## Governadora dels Països Baixos

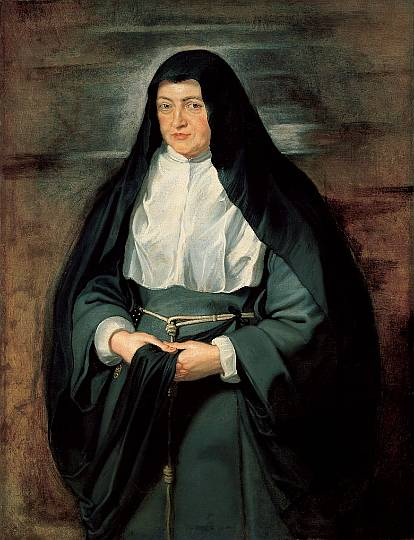
Isabel Clara Eugènia d'Habsburg com a monja, de Rubens (1625)

El 1596 el seu futur espòs havia estat designat pel rei castellà Governador dels Països Baixos, càrrec que ella exercí conjuntament amb el seu marit a partir del seu casament. Aquests nomenaments intentaren resoldre el problema generat per la insurrecció dels Països Baixos que havia donat lloc a la Guerra dels Vuitanta Anys.
El 1621, a la mort del seu espòs, Isabel Clara Eugènia continuà exercint de Governadora per desig exprés del seu nebot Felip IV de Castella. Durant el temps que va estar al càrrec de governadora alternà èxits, com la batalla de Breda el 1625, o fracassos com els de 's-Hertogenbosch el 1629 i Maastricht el 1632. En aquesta època, la de més esplendor de l'art barroc, Isabel Clara Eugènia s'envoltà, en la seva cort de Brussel·les, d'artistes com Rubens o Brueghel, el primer dels quals posteriorment es traslladà fins a la cort de Felip IV de Castella.
Isabel Clara Eugènia morí a Brussel·les el 1633.